# Décimes (taxe)
Les décimes (n. f. pluriel XIIIe siècle ; du latin decimus « dixième ») sont une taxe perçue exceptionnellement par le roi sur les revenus du clergé sous l’Ancien Régime. Elles ne doivent pas être confondues avec les dîmes.

## Historique et définition des décimes
Le principe de l’immunité fiscale des biens d’Église prévoyait des exceptions, en particulier lorsque l’intérêt de la religion était en jeu. 
Quand Philippe Auguste prit la croix pour chasser Saladin de Jérusalem, il décréta sur les biens ecclésiastiques une levée égale au dixième de leurs revenus, et le pape Innocent III invita les évêques à donner de la générosité : ce fut la dîme saladine (ou décime, decima pars). Ce serait par référence à cette levée que l’on a appelée « décimes » les taxes levées sur le clergé pour financer les croisades contre les Turcs et contre les Albigeois. 
L’imposition sur les bénéfices ecclésiastiques, dont François Ier obtint de Léon X l’autorisation pour repousser l'invasion turque, fut l’occasion d’établir un « département général des décimes », qui restera l’échelle de la répartition des décimes ordinaires, le clergé ayant obtenu communication de l’état des sommes versées par chaque bénéfice à la Chambre des comptes. Dans la seconde moitié du XVIe siècle, les guerres du roi contre les Huguenots constituaient un cas autorisant des levées sur les biens de l’Église. Par contre, le refus par le pape Boniface VIII de la décime décrétée par Philippe le Bel en 1295 pour financer armée et marine contre les riches villes flamandes, ébranla tant la papauté qu'elle fut un des facteurs de l'établissement de la papauté à Avignon.
Les prélats réunis à Poissy, et un peu plus tard les députés des provinces ecclésiastiques réunis à Melun en 1579, s’engagèrent par contrat à lever pendant six ans la somme de 1 300 000 livres, destinées à payer les 1 206 322 livres de rentes établies par le roi sur l’Hôtel de Ville de Paris, pour donner au roi le temps de les racheter. Si au bout de ces six années le roi n’avait pas payé ses dettes, il autorisait une nouvelle assemblée… qui se tint effectivement en 1585 et renouvela le contrat de Melun.

## Décimes ordinaires et extraordinaires
C’est pour satisfaire à ce contrat, renouvelé de dix ans en dix ans jusqu’à 1785, que le clergé leva sur tous les bénéfices du royaume ce qu’on appelait les « décimes ordinaires ». D’ailleurs au cours de ces deux siècles, le montant total en avait été réduit par des rachats de rentes et par des réductions du taux d’intérêt, si bien qu’en 1785 le clergé prélevait sur les bénéfices 442 650 livres de décimes ordinaires, dont 385 980 destinées aux rentiers de l’Hôtel de Ville de Paris.
Depuis longtemps à pareille date, la part la plus importante de l’appoint fourni par le Clergé aux finances de l’État était représentée par des dons gratuits, en vue desquels étaient levées les « décimes extraordinaires ». 

## Recette des décimes
Pour organiser la levée de ces décimes tant ordinaires qu’extraordinaires, il avait été constitué une administration enveloppant le royaume, tel qu’il était constitué en 1516. Cette organisation comprenait les assemblées générales du clergé de France, qui décidaient de la somme versée à l’Épargne, ou en son lieu à l’Hôtel de Ville de Paris, et qui la répartissaient entre les diocèses, un receveur général, des receveurs provinciaux et des receveurs diocésains, dont le nom indique la fonction, des bureaux diocésains, qui répartissaient la taxe du diocèse entre les bénéfices et qui jugeaient au niveau diocésain des litiges relatifs à la perception, et les chambres souveraines des décimes, qui recevaient les appels contre les décisions des bureaux diocésains. L’assemblée générale était enfin compétente pour trancher en dernière instance des litiges de décimes.
Dans le contrat de Poissy en 1562, le clergé avait stipulé que les sommes levées sur les bénéfices seraient remises à un homme de son choix, le receveur général. Plusieurs financiers se succédèrent rapidement à cette charge, jusqu’en 1575, lorsqu’elle fut dévolue à Philippe de Castille, qui la géra jusqu’en 1602 et la laissa à son fils François, qui la retint jusqu’en 1621. Le clergé veilla jalousement à ce que la recette générale demeurât une commission révocable à volonté. Cependant, il finit par accepter que le roi érigeât en office les recettes provinciales et les recettes diocésaines. Le clergé usa de la faculté de rachat qui lui était laissée, et loin de disparaître les receveurs provinciaux furent doublés de receveurs alternatifs et de contrôleurs provinciaux des décimes, et les receveurs diocésains de receveurs diocésains alternatifs et de contrôleurs diocésains.
Les receveurs diocésains percevaient en deux termes, février et octobre, les taxes fixées pour chaque bénéficier par le bureau diocésain. Ils pouvaient procéder à des contraintes par corps contre les économes et les fermiers des bénéfices et les saisies pour décimes étaient privilégiées et préférées aux autres dettes. 
La répartition entre les diocèses était fixée par l’assemblée générale, selon le département de 1516, qui fut corrigé en 1641 et en 1646. Ce barème était employé pour la répartition des décimes du contrat décennal, dites « décimes ordinaires », et il fut aussi généralement employé pour le département des « décimes extraordinaires », destinées à fournir des dons gratuits. Parfois cependant ces impositions étaient fixées en partie selon l’échelle de 1516, en partie selon celle de 1641 et de 1646. Les sommes à lever pour payer les frais des assemblées, les pensionnaires du clergé, les ministres convertis, étaient distribuées selon un département de 1614. Les décimes étaient levées sur les bénéfices ecclésiastiques, non sur les bien patrimoniaux des clercs, et dans les provinces qui faisaient partie du royaume en 1516.
Cependant d’autres terres, réunis depuis 1516, furent soumises aux décimes, la Bresse, le pays de Bugey et de Gex, le Béarn ; mais les diocèses de Metz, Toul et Verdun, le comté d'Artois, la Flandre, la Franche-Comté et le Roussillon n’y furent pas compris. De même les hôpitaux, maladreries, fabriques, couvents des ordres mendiants ou de fondation récente en furent dispensés. Les Jésuites avaient obtenu des lettres patentes pour en exempter les bénéfices unis à leurs collèges, mais un arrêt du Conseil de 1646 décida que ces bénéfices paieraient les décimes comme avant leur union au collège. Surtout les bénéfices sujets aux décimes pouvaient en obtenir des décharges s’ils avaient subi des dommages du fait du campement des troupes ennemies, incendies, grêles. À cet égard, les ecclésiastiques étaient exempts de la clause solidaire, en sorte qu’une province ne pouvait être contrainte pour une autre, un diocèse pour un autre, ni un bénéficier pour un bénéficier. Les cardinaux avaient été exemptés du paiement des décimes par la bulle de Léon X.

## Chambre ou bureaux des décimes: demandes d'allègement ou plaintes
Les Chambres ecclésiastiques des décimes, appelées aussi Bureaux des décimes, ont été instituées dans chaque diocèse par des lettres patentes de 1580, puis par un édit de juillet 1616, afin de répartir les décimes entre les paroisses d'un diocèse et de juger en premier ressors des questions relatives à cette imposition.
La composition du bureau diocésain, qui fixait la taxe à payer par chacun des bénéfices, variait d’un diocèse à l’autre. En 1696, un arrêt du Conseil établissant un bureau en la ville de Rennes désignait pour ses membres l’évêque de Rennes, ou en son absence son vicaire général, un député du chapitre de l’église cathédrale, deux députés des curés et le syndic du diocèse, qui seraient choisis de trois ans en trois ans. 
Le nombre comme le mode de recrutement de ces députés varie d’un diocèse à l’autre. En revanche, ses attributions sont les mêmes dans tous les diocèses : procéder à la répartition des décimes, tant ordinaires qu’extraordinaires, et autres levées et impositions sur le clergé, connaître tous les litiges des décimes, arrêter les comptes du receveur diocésain.
Chaque paroisse ou prieuré payait le décime à son diocèse qui le reversait ensuite la quasi-totalité au roi ; aussi les demandes d'allègement du prélèvement des décimes pour cause de difficultés financières et juridiques, de situations particulières des paroisses et prieurés (grêles, incendie, mauvaises récoltes, etc.), sont assez fréquentes.